# Culicoides aragaoi
Culicoides aragaoi är en tvåvingeart som beskrevs av Tavares och Dias 1980. Culicoides aragaoi ingår i släktet Culicoides och familjen svidknott. Inga underarter finns listade i Catalogue of Life.